# Eishockey-Landesliga Bayern 2010/11
Die Eishockey-Landesliga Bayern 2010/11 wurde unter dem Dach des Bayerischen Eissportverbandes (BEV) organisiert und ist nach der Bayernliga (Regionalliga) eine der fünfthöchsten Spielklassen im deutschen Eishockey.

## Saisonverlauf
Die Eishockey-Landesliga 2010/11 war die 63. Ausspielung dieser Liga. Meister und Aufsteiger wurde der EHC 80 Nürnberg. Der Vizemeister ESV Waldkirchen hatte auf sein Aufstiegsrecht verzichtet und so konnten der EHC Waldkraiburg und EA Schongau in die Bayernliga nachrücken. Der ERSC Ottobrunn und der EC Senden (Rückzug) mussten den Gang in die Bezirksliga antreten.

### Modus
Zur Saison 2010/11 wurden die bisherigen vier Gruppen Nord, Ost, Süd und West zu zwei Gruppen Nord/Ost und Süd/West zusammengelegt. Dabei umfasste die Gruppe Nord/Ost Franken, die Oberpfalz, Niederbayern und das nördliche und das östliche Oberbayern; die Gruppe Süd/West Schwaben und den restlichen Teil vom Oberbayern.
Wie bisher spielten die beiden Gruppen jeweils eine Einfachrunde aus. Nach dem Ende der Einfachrunde qualifizierten sich die jeweils Ersten und Zweiten jeder Gruppe für die Play-offs. Das Halbfinale wurde über Kreuz (Erster Süd/West gegen Zweiter Nord/Ost und umgekehrt) in Hin- und Rückspiel ausgespielt. Die Sieger des Halbfinales spielten in Hin- und Rückspiel den Bayerischen Landesliga-Meister aus und stiegen beide – falls sie keinen Aufstiegsverzicht erklärten – direkt in die Bayernliga auf. Die beiden Halbfinalverlierer spielten in Hin- und Rückspiel den Dritten und Vierten der Meisterschaft aus, welche zum Nachrücken in die Bayernliga berechtigt waren.
Anstelle der bisherigen Abstiegsrunden stiegen nach der Saison 2010/11 nach dem Ende der Einfachrunde soviel Mannschaften pro Gruppe sportlich in die Bezirksliga ab, in diesem Fall zwei, bis die beschlossene neue Sollstärke von jeweils 14 Mannschaften pro Gruppe erreicht wurde.

## Teilnehmer
Nicht mehr dabei waren die Auf- und Absteiger der Vorsaison. Neu hinzukamen die Absteiger aus der Bayernliga und die Aufsteiger aus der Bezirksliga.

### Platzierungen Vorrunde
| Gruppe Nord/Ost | Gruppe Süd/West |
| --- | --- |
|  1. ESV Waldkirchen  2. EHC 80 Nürnberg - 3. EV Moosburg - 4. ESC Hassfurt - 5. EV Pegnitz - 6. ERSC Amberg - 7. SE Freising - 8. ESC Vilshofen - 9. EV Dingolfing (A) - 10 VER Selb 1b - 11 ESV Gebensbach - 12 ERC Ingolstadt 1b |  1. EHC Waldkraiburg (A)  2. EA Schongau - 3. ESC Geretsried - 4. ESC Kempten - 5. ESC Holzkirchen - 6. EV Fürstenfeldbruck - 7. EC Bad Tölz 1b - 8. EV Bad Wörishofen (N) - 9. TSV Trostberg - 10 SC Forst - 11 ESV Burgau 2000 - 12 EHC Bad Aibling  13 EC Senden (Rückzug) - 14 TSV Schliersee  15 ERSC Ottobrunn |

(A) = Absteiger aus der Bayernliga, (N) = Neu in der Liga/Aufsteiger
  Vizemeister, Meisterrundenteilnehmer fett gedruckt 

 Bayerischer Meister und Aufsteiger  Aufsteiger  Absteiger

### Meister-Playoffs 2010/11
Die Halbfinal- und Finalspiele wurden im Best-of-Two-Modus ausgetragen.

|  | Halbfinale | Halbfinale       | Halbfinale      | Halbfinale | Halbfinale |                  |                  | Finale | Finale | Finale | Finale | Finale |
|  |            |                  |                 |            |            |                  |                  |        |        |        |        |        |
|  | A1         | ESV Waldkirchen  | 3               | 4          | 7          |                  |                  |        |        |        |        |        |
|  | B2         | EA Schongau      | 3               | 2          | 5          |                  |                  |        |        |        |        |        |
|  | B2         | EA Schongau      | 3               | 2          | 5          | A1               | ESV Waldkirchen  | 7      | 1      | 8      |        |        |
|  |            |                  |                 |            |            | A1               | ESV Waldkirchen  | 7      | 1      | 8      |        |        |
|  |            | A2               | EHC 80 Nürnberg | 2          | 7          | 9                |                  |        |        |        |        |        |
|  | B1         | A2               | EHC 80 Nürnberg | 2          | 7          | 9                | EHC Waldkraiburg | 5      | 1      | 6      |        |        |
|  | B1         |                  |                 |            |            |                  | EHC Waldkraiburg | 5      | 1      | 6      |        |        |
|  | A2         | EHC 80 Nürnberg  | 4               | 2P         | 6          |                  |                  |        |        |        |        |        |
|  | A2         | EHC 80 Nürnberg  | 4               | 2P         | 6          | Spiel um Platz 3 |                  |        |        |        |        |        |
|  |            |                  |                 |            |            |                  |                  |        |        |        |        |        |
|  | B1         | EHC Waldkraiburg | 3               | 2          | 5          |                  |                  |        |        |        |        |        |
|  | B2         | EA Schongau      | 1               | 2          | 3          |                  |                  |        |        |        |        |        |

- Meister mit Aufstiegsrecht EHC 80 Nürnberg
- Vizemeister ESV Waldkirchen verzichtet auf das Aufstiegsrecht
- Platz 3 EHC Waldkraiburg rückt nach
- Platz 4 EA Schongau rückt nach